# Siersleben
Siersleben este o comună din landul Saxonia-Anhalt, Germania.
1. ↑  Sachsen-Anhalt-Viewer